# Tweede Kamerverkiezingen 2002/Kandidatenlijst/ChristenUnie
Dit is de kandidatenlijst voor de Tweede Kamerverkiezingen 2002 van de ChristenUnie. Dit waren de eerste Tweede Kamerverkiezingen sinds de oprichting van de ChristenUnie in 2000, toen de RPF en het GPV fuseerden.

## De lijst
- vet: verkozen
- schuin: voorkeurdrempel overschreden

1. Kars Veling - 160.966 stemmen
2. Leen van Dijke - 19.187
3. André Rouvoet - 12.221
4. Eimert van Middelkoop - 6.531
5. Dick Stellingwerf - 2.188
6. Arie Slob[1] - 2.986
7. Tineke Huizinga-Heringa - 19.797
8. Marien Bikker - 576
9. Eise van der Sluis - 338
10. Tijmen Duijst - 207+[2]
11. Annette van Kalkeren - 784+[3]
12. Olaf van Dijk - 496
13. Herman Timmermans - 230
14. Flora Lagerwerf-Vergunst - 312
15. Marjan Haak-Griffioen - 401
16. Roel Kuiper - 226
17. David de Jong - 712
18. Gerdien Rots - 341
19. Koen de Snoo - 131
20. Joël Voordewind - 798
21. regionale kandidaten
22. regionale kandidaten
23. regionale kandidaten
24. regionale kandidaten
25. regionale kandidaten
26. Meindert Leerling - 429+[4]
27. Janco Cnossen - 98
28. Willem Ouweneel - 3.879
29. Joop Alssema - 204
30. Dick Schutte - 1.055

## Regionale kandidaten
De plaatsen 21 t/m 25 op de lijst waren per kieskring verschillend ingevuld.

### Groningen
1. Roel Stevens - 70
2. Klaas Mol - 32
3. Hans Schipper - 72
4. Jitze Warris - 119
5. Rudi Slager - 58

### Leeuwarden
1. Jos Debreczeni - 124
2. Sicco Boorsma - 99
3. Ronald Dijksterhuis - 27
4. Haaije de Jong - 40
5. Rein Ferwerda - ?[5]

### Assen
1. Jan Lagendijk - 72
2. Alex Langius - 35
3. Aad van Hoffen - 123
4. Betty Poutsma-Jansen - 94
5. Tjisse Stelpstra - 18

### Zwolle
1. Adriaan Hoogendoorn - 120[6]
2. Theo van Bennekom - 337
3. Roel Huls - 42
4. Willem Flim - 124
5. Willie Roskam-Kroeze - 124

### Lelystad
1. Bert Doek - 64
2. Willem Baarsen - 282
3. Bert Brand - 9
4. Tom Viezee - 47
5. Thijs van Daalen - 19

### Nijmegen
1. Hanno Cramer - 28
2. Cees van Bruchem - 69
3. Piet van Dijk - 10[7]
4. Wim Althuis - 15
5. Annelies van der Kolk - 2[8]

### Arnhem
1. Mieke Wilcke-van der Linden - 46
2. Paul Blokhuis - 149
3. Piet van Dijk - 152[7]
4. Greet Visser-van Lente - 66
5. Annelies van der Kolk - 76[8]

### Utrecht
1. Bert Groen - 169
2. Arnold van Heusden - 74
3. Leen Hordijk - 22[9]
4. Wim Rietkerk - 134
5. Melis van de Groep - ?[10][11]

### Amsterdam
1. Joke Parre-Hartog - 13[12]
2. Pieter Jong - 174
3. Jan Bezemer - 54[13]
4. Marianne Verhage-van Kooten - 9[14]
5. Melis van de Groep - 0[11]

### Haarlem, Den Helder
1. Joke Parre-Hartog - 58[12]
2. Teus Vreugdenhil - 114
3. Jan Bezemer - 22[13]
4. Marianne Verhage-van Kooten - 52[14]
5. Melis van de Groep - 5[11]

### 's-Gravenhage
1. Frans Godschalk - 29
2. Oene Sierksma - 4[15]
3. Bert Jan Urban - 3
4. Peter Speelman - 6
5. Michiel Niemeijer - 27

### Rotterdam
1. Joop Evertse - 1[16]
2. Peter Schipper - 5
3. Aaike Kamsteeg - 18
4. Martijn van Meppelen Scheppink - 9
5. Guido Hooiveld - ?[17]

### Dordrecht
1. Joop Evertse - 95[16]
2. Oene Sierksma - 70[15]
3. Ad Dees - 56
4. Cor Hameeteman - 71
5. Jan Ophoff - 46

### Leiden
1. Gerard Mostert - 67
2. Kees Boender - 5
3. Arnold Poelman - 29
4. Hans ten Hove - 201
5. Andries Heidema - 47

### Middelburg
1. Jaap van Ginkel - 30
2. Willem Nuis - 43
3. Herman Bouma - 25
4. Cor de Jonge - 2
5. Melis van de Groep - 2[11]

### Tilburg, 's-Hertogenbosch
1. Jan van Groos - 111
2. Ton Hardonk - 49
3. Hennie Schermers-van Elderen - 94
4. Rein Kwast - 113[18]
5. Melis van de Groep - 2[11]

### Maastricht
1. Adriaan Hoogendoorn - 0[6]
2. Piet Barendregt - 204
3. Leen Hordijk - 0[9]
4. Rein Kwast - 12[18]
5. Melis van de Groep - 4[11]

PvdA · VVD · CDA · D66 · GroenLinks · SP · SGP · VSP · NMP · PvdT · VIP & Ouderenunie · ChristenUnie · Duurzaam Nederland · Leefbaar Nederland · LPF · Republikeinse Volkspartij
2002 · 2003 · 2006 · 2010 · 2012 · 
2017 · 
2021 · 
2023